# Улица Матросова (Москва)
У́лица Матро́сова — улица в Западном административном округе города Москвы в посёлке Востряково. Проходит от Домостроительной улицы вдоль Киевского направления Московской железной дороги до здания заброшенной школы.

## Происхождение названия
Улица названа в 1950-х годах в честь Героя Советского Союза Александра Матросова. Известен благодаря самопожертвенному подвигу, когда он закрыл своей грудью амбразуру немецкого дзота.

## История
Улица возникла в середине 1950-х годов в рабочем посёлке Востряково при Домостроительном комбинате № 3. После расширения границ Москвы в августе 1960 года оказалась в черте города. Раньше около дома № 5 находился переезд через железнодорожные пути в посёлок Мещёрский. До 1965 года в соседнем посёлке Очаково также вдоль железной дороги проходила улица Матросова (ныне — улица Наташи Ковшовой).

## Примечательные здания и сооружения
По нечётной стороне:
- № 3а — Востряковские бани

## Транспорт
В начале улицы находится платформа Мещёрская и конечная остановка автобусов 32, 66, 862.

## Галерея

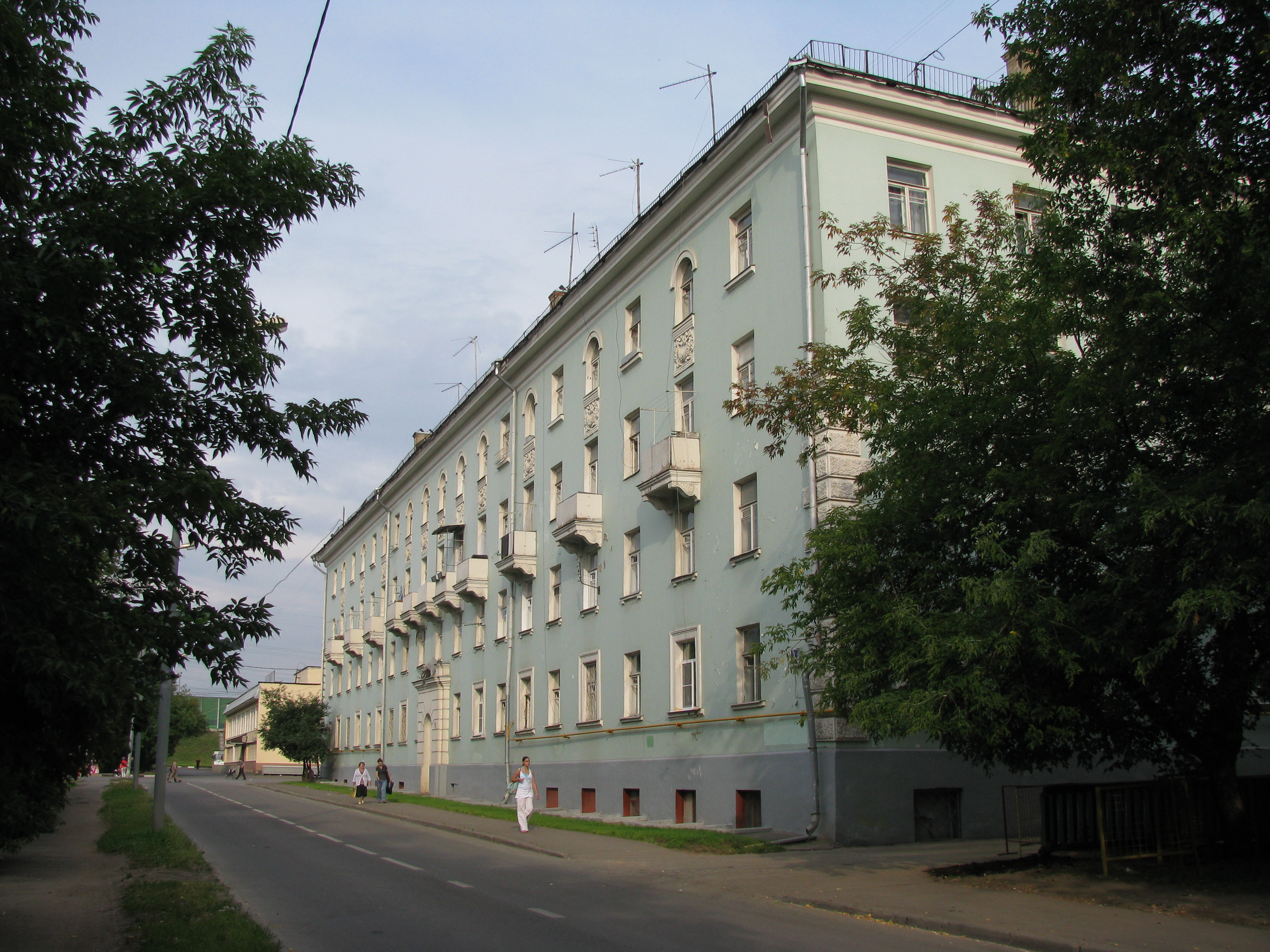
Дом № 1
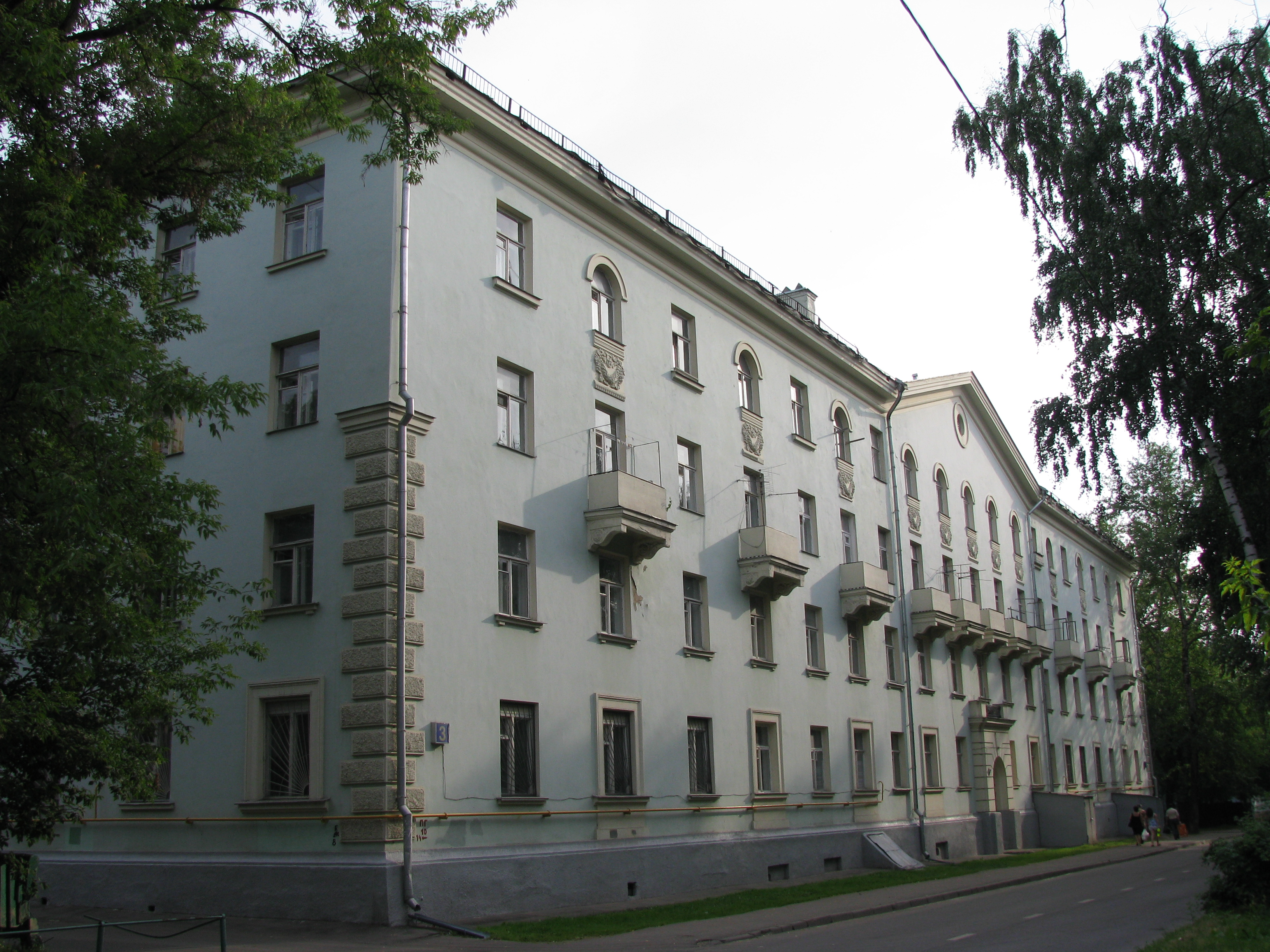
Дом № 3